# Piz Boè
Piz Boè (německy Boespitze) je se svými 3152 metry nejvyšší horou a zároveň jedinou třítisícovkou horské skupiny Sella v Dolomitech. Často je Piz Boè spojováno s pojmenováním „měsíční krajina“.
Piz Boè je považován za „nejlehčí třítisícovku“ v Dolomitech poněvadž vrcholu může být snadno dosaženo od horní stanice lanovky vedoucí na sousední vrchol Sass Pordoi – túra trvá cca hodinu a půl, některé těžší pasáže při výstupu jsou zabezpečeny ocelovými lany. Převýšení je cca 300 m.
Na vrcholu Piz Boè se nachází malá horská chata Rifugio Capanna-Fassa, nabízející v létě omezené možnosti přenocování. V roce 1974 byla na vrcholu postavena zdaleka viditelná telefonní anténa. Díky své snadné dostupnosti, vynikajícímu rozhledovému panoramatu, horské chatě na vrcholu je Piz Boè je velmi navštěvován.
Piz Boe láká také jednou z nejobtížnějších zajištěných cest v Dolomitech – via ferrata Cesare Piazzetta. Prvních 150 metrů lezení je velmi vyčerpávající a náročné. Poté následuje lezení v terénu s 1. a 2. stupněm obtížnosti UIAA. Tuto část ale také nelze podceňovat, neboť řada míst je velmi vzdušná; následuje nejkrásnější místo – přechod přes štěrbinu po visutém mostě. Ferrata byla založena v roce 1982, a prvních 150 m má extrémní obtížnost. Z velké části svislá část útesu směřuje na jih, takže se není třeba obávat ledu ani mokra. V dalších skalních pasážích zdolávaných volným lezením však sníh a led může způsobit nepříjemné překvapení.
Další možnosti přístupu existují z průsmyku Val Gardena a z městečka Corvara přes Franz-Kostner Hütte.

## Fotogalerie

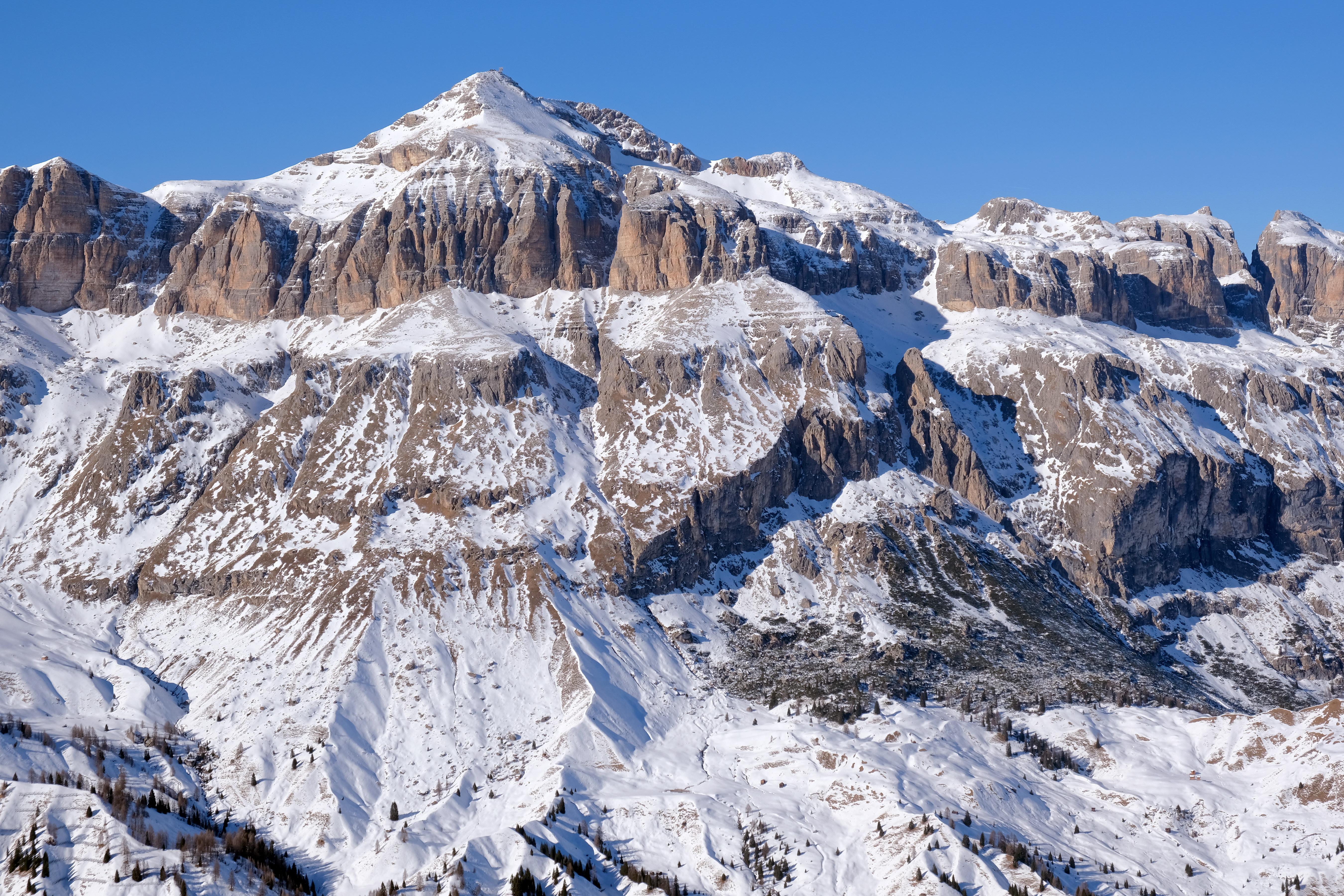
Piz Boè z Marmolaty
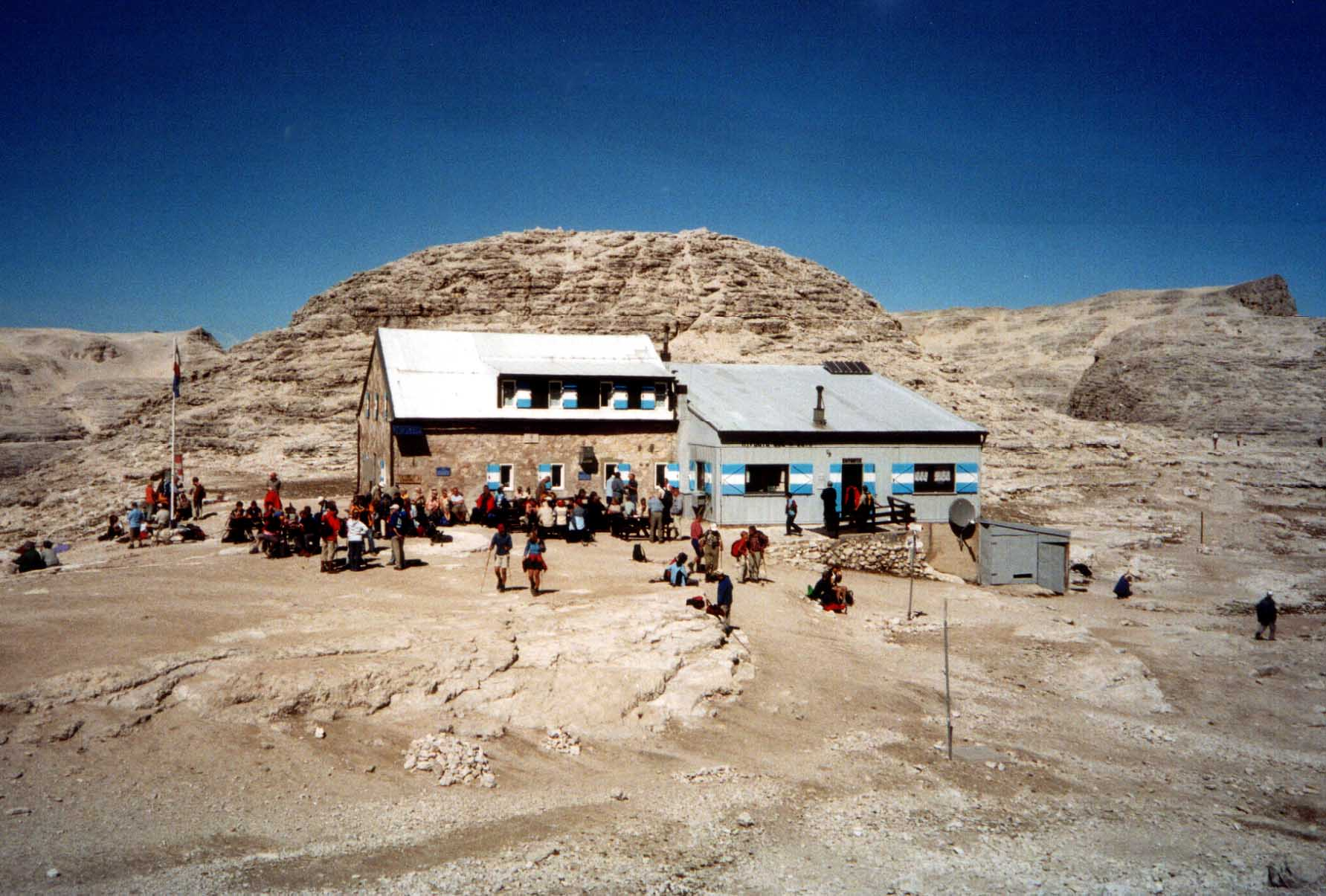
Die Boèhütte
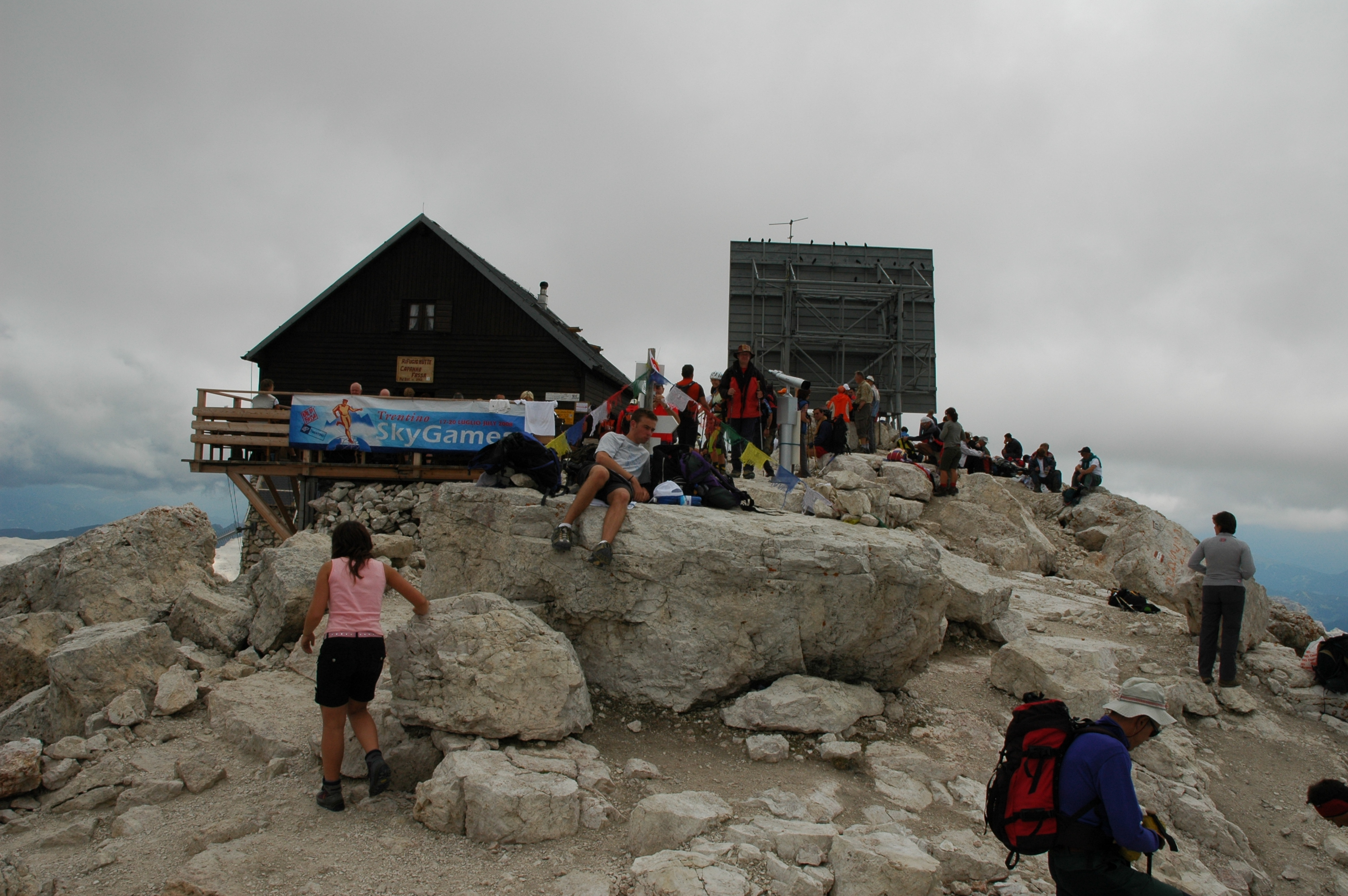
vrchol Piz Boè
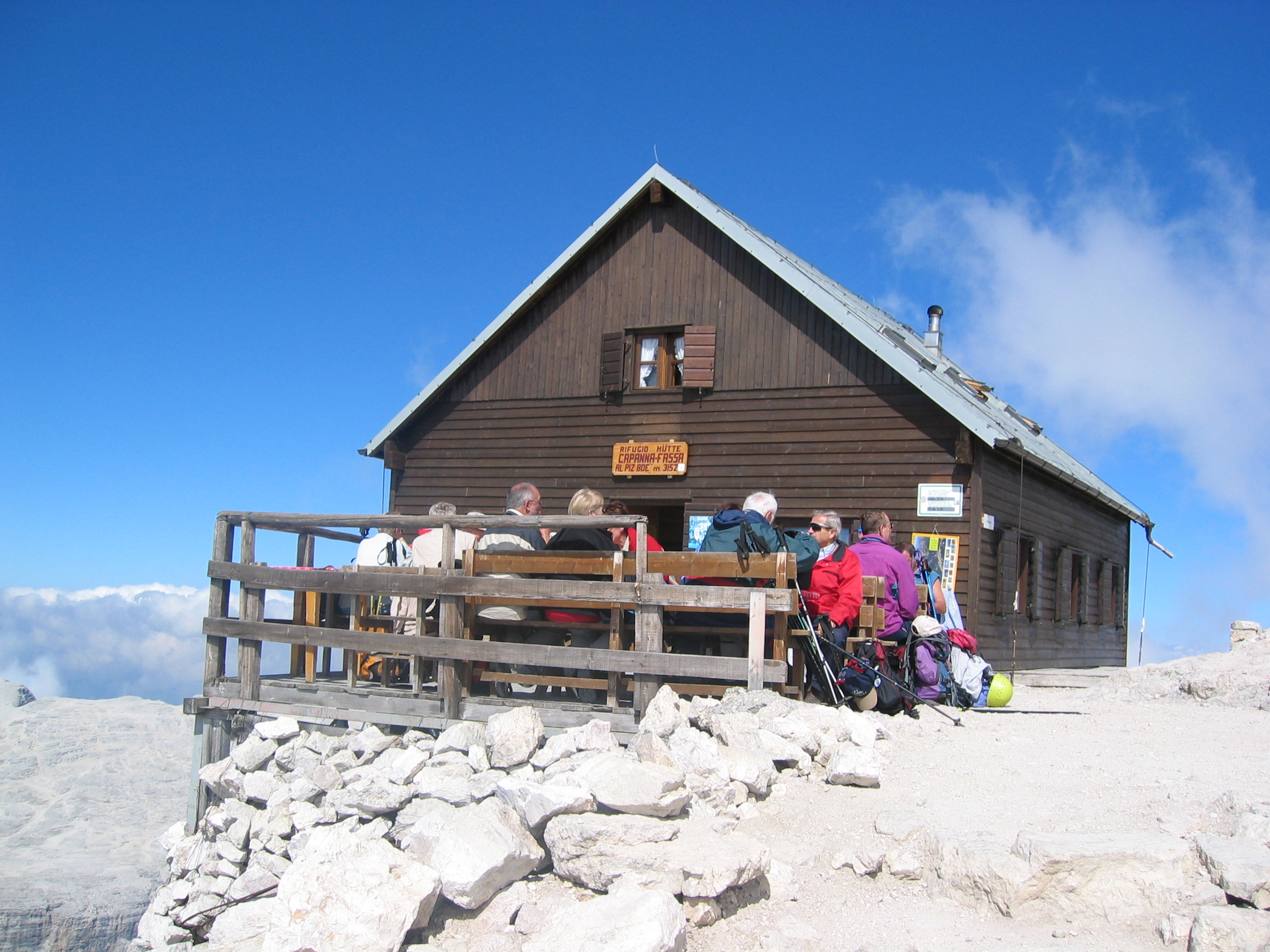
Rifugio Capanna Fassa na Piz Boe
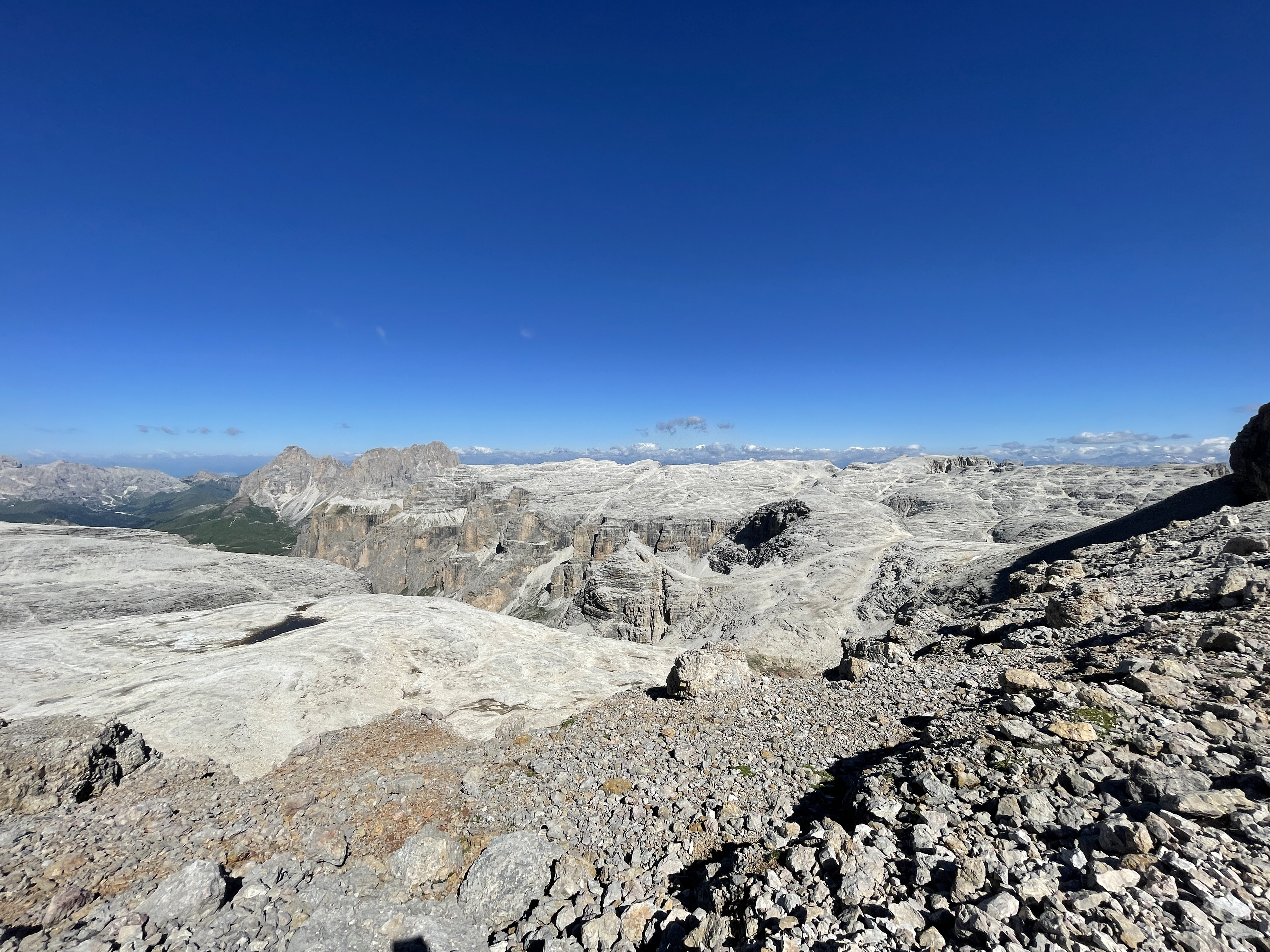
Výhled na krajinu z výstupu na Piz Boè – Dolomity, Itálie.